# Draft 1994 de la NFL
1993 1995
La draft 1994 de la NFL est la procédure par laquelle les équipes de la National Football League (NFL) sélectionnent des joueurs de football américain universitaire. La draft a lieu du 24 au 25 avril 1994 au Marriot Marquis à New York, dans l'état de New York,. La ligue organise également une draft supplémentaire après la régulière et avant le début de la saison. C'est la première draft dans lequel les tours sont réduits à sept au total.
Le point culminant de la couverture d'ESPN de ce projet est une altercation verbale entre Mel Kiper (en), expert en draft chez ESPN, et le directeur général des Colts d'Indianapolis, Bill Tobin (en). Alors qu'il conteste le choix du linebacker Trev Alberts (en) du Nebraska (quand Kiper sent qu'un quarterback comme Trent Dilfer a plus de sens), Tobin dit à l'équipe de l'ESPN: « Qui diable est Mel Kiper, de toute façon ? Je veux dire, voici un gars qui critique tout le monde, quel que soit le choix. À ma connaissance, il n'a même jamais mis de suspensoir, il n'a jamais été joueur, il n'a jamais été entraîneur, il n'a jamais été recruteur, il n'a jamais été administrateur et, tout à coup, c'est un expert. Mel Kiper n'a pas plus de références que mon voisin pour faire ce qu'il est en train de faire et mon voisin est facteur et il n'a même pas de billets de saison pour la NFL. »,. Alberts aura seulement quatre sacks en trois saisons; Dilfer, bien qu’il n’ait jamais été une star, a eu une carrière productive, notamment celle de diriger les Ravens de Baltimore vers une victoire au Super Bowl XXXV plusieurs années après la draft.
C'est également la draft finale pour les deux équipes de football de Los Angeles pour plus de deux décennies; après celle de 1995, les Raiders rentrent à Oakland et les Rams entament un mandat de 21 ans à Saint-Louis,.

## Draft
La draft se compose de 7 tours ayant, généralement, chacun 32 choix. L'ordre de sélection est décidé par le classement général des équipes durant la saison précédente, donc l'équipe ayant eu le moins de victoires va sélectionner en premier et ainsi de suite jusqu'au gagnant du Super Bowl. Les équipes peuvent échanger leurs choix de draft, ce qui fait que l'ordre peut changer.
Les équipes peuvent enfin recevoir des choix compensatoires. Ces choix sont à la fin des tours et il n'est pas possible pour les équipes de les échanger. Les choix compensatoires sont remis aux équipes ayant perdu plus de joueurs (et de meilleure qualité) qu'ils en ont signés durant la free agency.

Légende :
- ° : Intronisé au Pro Football Hall of Fame
- † : Joueur sélectionné pour le Pro Bowl

### 1ertour
* Sélection compensatoire.
| Choix | Équipe                             | Joueur                 | Poste            | Équipe universitaire             | Notes                            |
| ----- | ---------------------------------- | ---------------------- | ---------------- | -------------------------------- | -------------------------------- |
| 1     | Bengals de Cincinnati              | Dan Wilkinson          | Defensive tackle | Buckeyes d'Ohio State            |                                  |
| 2     | Colts d'Indianapolis               | Marshall Faulk ° †     | Running back     | Aztecs de San Diego State        |                                  |
| 3     | Redskins de Washington             | Heath Shuler           | Quarterback      | Volunteers du Tennessee          |                                  |
| 4     | Patriots de la Nouvelle-Angleterre | Willie McGinest †      | Linebacker       | Trojans d'USC                    |                                  |
| 5     | Colts d'Indianapolis               | Trev Alberts (en)      | Linebacker       | Cornhuskers du Nebraska          | Rams → Colts,                    |
| 6     | Buccaneers de Tampa Bay            | Trent Dilfer †         | Quarterback      | Bulldogs de Fresno State         |                                  |
| 7     | 49ers de San Francisco             | Bryant Young †         | Defensive tackle | Fighting Irish de Notre Dame     | Falcons → Colts, → Rams → 49ers, |
| 8     | Seahawks de Seattle                | Sam Adams †            | Defensive tackle | Aggies de Texas A&M              |                                  |
| 9     | Browns de Cleveland                | Antonio Langham (en)   | Cornerback       | Crimson Tide de l'Alabama        |                                  |
| 10    | Cardinals de l'Arizona             | Jamir Miller (en) †    | Linebacker       | Bruins d'UCLA                    |                                  |
| 11    | Bears de Chicago                   | John Thierry           | Defensive end    | Braves d'Alcorn State            |                                  |
| 12    | Jets de New York                   | Aaron Glenn †          | Cornerback       | Aggies de Texas A&M              | Saints → Jets,                   |
| 13    | Saints de la Nouvelle-Orléans      | Joe Johnson (en) †     | Defensive end    | Cardinals de Louisville          | Jets → Saints                    |
| 14    | Eagles de Philadelphie             | Bernard Williams (en)  | Tackle           | Bulldogs de la Géorgie           |                                  |
| 15    | Rams de Los Angeles                | Wayne Gandy (en)       | Tackle           | Tigers d'Auburn                  | Chargers → 49ers, → Rams         |
| 16    | Packers de Green Bay               | Aaron Taylor (en)      | Tackle           | Fighting Irish de Notre Dame     | Dolphins → Packers,              |
| 17    | Steelers de Pittsburgh             | Charles Johnson (en)   | Wide receiver    | Buffaloes du Colorado            |                                  |
| 18    | Vikings du Minnesota               | Dewayne Washington     | Cornerback       | Wolfpack de North Carolina State | Broncos → Vikings,               |
| 19    | Vikings du Minnesota               | Todd Steussie (en) †   | Tackle           | Golden Bears de la Californie    |                                  |
| 20    | Dolphins de Miami                  | Tim Bowens †           | Defensive tackle | Rebels d'Ole Miss                | Packers → Dolphins               |
| 21    | Lions de Détroit                   | Johnnie Morton (en)    | Wide receiver    | Trojans d'USC                    |                                  |
| 22    | Raiders de Los Angeles             | Rob Fredrickson (en)   | Linebacker       | Spartans de Michigan State       |                                  |
| 23    | Cowboys de Dallas                  | Shante Carver (en)     | Defensive end    | Sun Devils d'Arizona State       | 49ers → Cowboys,                 |
| 24    | Giants de New York                 | Thomas Lewis (en)      | Wide receiver    | Hoosiers de l'Indiana            |                                  |
| 25    | Chiefs de Kansas City              | Greg Hill (en)         | Running back     | Aggies de Texas A&M              |                                  |
| 26    | Oilers de Houston                  | Henry Ford (en)        | Defensive end    | Razorbacks de l'Arkansas         |                                  |
| 27    | Bills de Buffalo                   | Jeff Burris (en)       | Cornerback       | Fighting Irish de Notre Dame     |                                  |
| 28    | 49ers de San Francisco             | William Floyd (en)     | Fullback         | Seminoles de Florida State       | Cowboys → 49ers                  |
| 29*   | Browns de Cleveland                | Derrick Alexander (en) | Wide receiver    | Wolverines du Michigan           | Eagles → Browns,                 |

#### Échanges1ertour
1. ↑    1. 5 Les Colts échangent un choix de premier tour en 1994 (no 7) et un choix de troisième tour en 1994 (no 83) avec les Rams pour le choix de premier tour de 1994 (no 5)
2. ↑    1. 7 Indianapolis échange Jeff George avec Atlanta pour un choix du premier tour de 1994 (no 7), un choix de troisième tour de 1994 (no 83) et un choix de tour conditionnel de 1996 (premier tour si George joue 75% des snaps dans neuf victoires en 1995, sinon deuxième tour) (no 19).
3. ↑    1. 7 voir #5 Rams → Colts
4. ↑    1. 7 Les 49ers négocient un choix de premier tour en 1994 (no 15), un choix de deuxième tour en 1994 (no 56) et un choix de troisième tour en 1994 (no 100) avec les Rams pour le choix de premier tour de 1994 (no 7)
5. ↑    1. 12 Les Jets négocient un choix de premier tour en 1994 (no 13) et un choix de cinquième tour en 1994 (no 143) avec les Saints pour le choix de premier tour de 1994 (no 12).
6. ↑    1. 13 voir #12 Saints → Jets
7. ↑    1. 15 San Francisco échange un choix de deuxième tour 1993 (no 41) avec San Diego pour le choix de premier tour 1994 (no 15).
8. ↑    1. 15 voir #7 Rams → 49ers
9. ↑    1. 16 Green Bay échange un choix de premier tour en 1994 (no 20) et un choix de troisième tour en 1994 (no 89) avec Miami pour un choix de premier tour en 1994 (no 16).
10. ↑    1. 18 Les Vikings échange Gary Zimmerman avec les Broncos contre un choix de premier tour en 1994 (no 18), un choix de sixième tour en 1994 (no 179) et un choix de deuxième tour en 1995 (no 42).
11. ↑    1. 20 voir #16 Dolphins → Packers
12. ↑    1. 23 Dallas échange un choix de premier tour en 1994 (no 28) et un choix de deuxième tour en 1994 (no 62) avec San Francisco pour un choix de premier tour de 1994 (no 23) et un choix de septième tour de 1994 (no 217).
13. ↑    1. 28 voir #23 49ers → Cowboys
14. ↑    1. 29 Cleveland échange un choix de deuxième tour en 1994 (no 40); son meilleur choix de deuxième tour en 1995 (no 58) avec Philadelphie pour le choix de premier tour de 1994 (no 29).

### Joueurs notables sélectionnés aux tours suivants
| Choix | Équipe                        | Joueur                 | Poste            | Équipe universitaire              | Notes                       |
| ----- | ----------------------------- | ---------------------- | ---------------- | --------------------------------- | --------------------------- |
| 31    | Redskins de Washington        | Tre' Johnson (en) †    | Tackle           | Owls de Temple                    |                             |
| 33    | Rams de Los Angeles           | Isaac Bruce ° †        | Wide receiver    | Tigers de Memphis                 |                             |
| 36    | Seahawks de Seattle           | Kevin Mawae ° †        | Centre           | Tigers de LSU                     |                             |
| 42    | Eagles de Philadelphie        | Charlie Garner (en) †  | Running back     | Volunteers du Tennessee           |                             |
| 46    | Cowboys de Dallas             | Larry Allen ° †        | Guard            | Seawolves de Sonoma State (en)    |                             |
| 65    | Dolphins de Miami             | Tim Ruddy (en) †       | Guard            | Fighting Irish de Notre Dame      | Cardinals → Dolphins,       |
| 79    | Saints de La Nouvelle-Orléans | Winfred Tubbs (en) †   | Linebacker       | Longhorns du Texas                |                             |
| 88    | Steelers de Pittsburgh        | Jason Gildon †         | Linebacker       | Cowboys d'Oklahoma State          | Vikings → Steelers,         |
| 110   | Seahawks de Seattle           | Larry Whigham (en) †   | Safety           | Warhawks de Louisiana-Monroe      |                             |
| 145   | Chargers de San Diego         | Rodney Harrison †      | Safety           | Leathernecks de Western Illinois  |                             |
| 149   | Packers de Green Bay          | Dorsey Levens (en) †   | Running back     | Yellow Jackets de Georgia Tech    | Broncos → 49ers, → Packers, |
| 182   | 49ers de San Francisco        | Lee Woodall (en) †     | Linebacker       | Golden Rams de West Chester (en)  |                             |
| 193   | Eagles de Philadelphie        | Mitch Berger (en) †    | Punter           | Buffaloes du Colorado             |                             |
| 197   | Redskins de Washington        | Gus Frerotte †         | Quarterback      | Golden Hurricane de Tulsa         |                             |
| 201   | Falcons d'Atlanta             | Jamal Anderson (en) †  | Running back     | Utes de l'Utah                    |                             |
| 218   | Broncos de Denver             | Tom Nalen †            | Centre           | Eagles de Boston College          | Giants → Broncos,           |
| ND    | Cowboys de Dallas             | Tony Richardson (en) † | Fullback         | Tigers d'Auburn                   | [ 24 ]                      |
| ND    | Broncos de Denver             | Dwayne Carswell (en) † | Tight end        | Flames de Liberty                 | [ 25 ]                      |
| ND    | Broncos de Denver             | Rod Smith †            | Wide receiver    | Lions de Missouri Southern (en)   | [ 26 ]                      |
| ND    | Packers de Green Bay          | Kurt Warner ° †        | Quarterback      | Panthers de Northern Iowa         | ,                           |
| ND    | Rams de Los Angeles           | D'Marco Farr (en) †    | Defensive tackle | Huskies de Washington             | [ 28 ]                      |
| ND    | Dolphins de Miami             | Shelton Quarles (en) † | Linebacker       | Commodores de Vanderbilt          | [ 29 ]                      |
| ND    | Vikings du Minnesota          | Robert Griffith (en) † | Cornerback       | Aztecs de San Diego State         | [ 30 ]                      |
| ND    | Eagles de Philadelphie        | Jeff Wilkins (en) †    | Kicker           | Penguins de Youngstown State (en) | [ 31 ]                      |
| ND    | Chargers de San Diego         | David Binn (en) †      | Long snapper     | Golden Bears de la Californie     | [ 32 ]                      |
| ND    | 49ers de San Francisco        | Jeff Garcia †          | Quarterback      | Spartans de San Jose State        | [ 33 ]                      |

#### Échanges tours suivants
1. ↑    1. 65 Les Dolphins négocient un choix de troisième tour en 1994 (no 89) et un choix de quatrième tour en 1994 (no 121) avec les Cardinals pour un choix de deuxième tour de 1994 (no 65).
2. ↑    1. 88 Les Steelers envoient Adrian Cooper (en) aux Vikings contre un choix de troisième tour en 1994 (no 88) et un choix de sixième tour en 1994 (no 180).
3. ↑    1. 149 San Francisco échange Ted Washington et un choix de troisième tour 1994 (no 99) avec Denver contre un choix de troisième tour 1994 (no 87) et un choix de cinquième tour 1994 (no 149).
4. ↑    1. 149 Green Bay échange un choix de deuxième tour en 1994 (no 53) avec les 49ers contre un choix de troisième tour en 1994 (no 84), un choix de cinquième tour en 1994 (no 149) et deux choix de sixième tour en 1994 (nos 165 et 190).
5. ↑    1. 218 Les Broncos échangent Arthur Marshall (en) avec les Giants contre un choix de septième tour en 1994 (no 218).